# Firmiana major
Firmiana major är en malvaväxtart som först beskrevs av William Wright Smith, och fick sitt nu gällande namn av Hand.-mazz.. Firmiana major ingår i släktet Firmiana och familjen malvaväxter. Inga underarter finns listade i Catalogue of Life.